# شهرستان نانبو
شهرستان نانبو (به لاتین: Nanbu County) یک منطقهٔ مسکونی در چین است که در نانچونگ واقع شده‌است.